# Arvid Gyllström
Arvid Evald Gyllström, född 13 augusti 1889 i Annedal, död 21 maj 1935 i Hollywood, var en svensk-amerikansk akrobat, manusförfattare, filmproducent och regissör. Han var verksam i USA.
Arvid E. Gyllström emigrerade med sin familj till USA 1890 där namnet ändrades till Gillstrom.
Arvid Gillstrom utbildade sig till gruvingenjör vid Armour Institute i Chicago, senare vid Golden State School of Mines, Colorado. Därefter letade han guld innan han kom till Los Angeles där han, antagligen från 1911, uppträdde som höjddykare och akrobat i filmer vid Nestor, Hollywoods första filmbolag (1909).
Under två och halvt år arbetade han som regiassistent, först nio månader hos Kalem, sedan ett år vid Sterling och ännu senare vid Mack Sennetts Keystone Film Corporation. Gillstrom är dokumenterad som regissör vid två Keystone-filmer: Their social splash (med Mabel Normand) från april 1915 och The snow cure från april 1916.
1917 kom hans genombrott. Den 14 april presenterade sig det nya filmbolaget King-Bee med en två-sidesannons i Moving Picture World (MPW). Den nye regissören introducerades på detta sätt: General Studio Director: Arvid E. Gillstrom. Formerly Director of Charlie Chaplin and many Keystone Comedies. Efter tretton King Bee-filmer på östkusten inspelade i april till september 1917 kom flytten västerut, annonserad i en liten notis i MPW den 29 september. Hela bolaget hyrde en pullmanvagn för den flera dagar långa tågfärden, men Gillstrom åkte veckan innan för att förbereda den nya studion vid Gordon Street 1329 i Hollywood. I april 1918 ersattes Gillstrom av Charles Parrott.
1929 regisserade Gyllström fyra filmer med Lafayette Players Stock Company of Harlem vilka blev de första amerikanska ljudfilmerna med svarta skådespelare.
Följande kortfilmer, de flesta med Harry Langdon, från 1931–1934 har gått på svenska biografer: Våghals mot sin vilja (Sky Scrappers), Fredagen den trettonde (The Shooting of Dan the Duck), Jämt i gungan (Three Little Swigs), Säg det med sång! (Please) med Bing Crosby, Harry på camping (Tired Feet), Fripassageraren (The Hitchhiker), Harry på panoptikon (Knight Duty), Oss isutkörare emellan (On Ice), Det rullande huset (Roaming Romeo), På vift fast gift (No More Bridge), Som man sjunger i skogen (Just an Echo) med Crosby, Cirkusliv (A Circus Hoodoo) och Hundliv (Petting Preferred)
Harry Langdon-komedin Pangbilden (The Big Flash) blev först totalförbjuden innan den klipptes ned. Ungefär lika många av Gillstroms stumfilmer från 1920-talet har också visats i Sverige.